# Ridderkruisdrager
De term ridderkruisdrager is de Nederlandse vertaling van het Duitse Ritterkreuzträger, drager van het in de Tweede Wereldoorlog ingevoerde ridderkruis van het IJzeren Kruis.
Iedere ridder in een ridderorde draagt zijn onderscheiding of kleinood, dat is een ridderkruis, maar met Ridderkruisdrager wordt altijd een drager van de exclusieve Duitse onderscheiding bedoeld.
Na de Tweede Wereldoorlog verzamelden de overlevende ridderkruisdragers zich in de vereniging Ordensgemeinschaft der Ritterkreuzträger (OdR). Daarvan konden ook de Nederlandse en Belgische ridderkruisdragers lid worden. Na 1957 stond de regering van de Bondsrepubliek Duitsland het dragen van de ridderkruisen toe wanneer het hakenkruis van het IJzeren Kruis was verwijderd.